# タフピッチ銅
タフピッチ銅（タフピッチどう、TPC：Tough-Pitch Copper）は、広く導電用材料として使われている純度99.9%（3N以下）程度の銅である。

## 概要
純銅のなかでも電気導電性、熱伝導性、絞り性、耐食・耐候性に優れる。ただし、微量の酸素が残留しているため、600℃以上に加熱すると残留酸素と水素が反応して、水素脆性を引き起こすことがある。
特性等
- 銅合金番号：C1100
- 成分：	Cu 99.90以上
- 引張強さ：245～315N/㎜2
- 伸び：15.0%以上
- 硬さ：75.0～120.0HV

## 脚註
1. ↑  銅の特徴 電気をよく通す金属 - METAL SPEED（湯本電機株式会社）
2. ↑  銅材料（純銅・タフピッチ銅）のプレス加工 - 絞り加工（加藤製作所）

## 関連記事
- 無酸素銅（OFC）
- ハイクラス無酸素銅（Hi-OFC）
- 線形結晶無酸素銅（LC-OFC）
- 単結晶状高純度無酸素銅（PC-OFC）